# Sabae
Sabae (japanisch 鯖江市, -shi) ist eine Stadt in der Präfektur Fukui, Japan.

## Geographie
Sabae liegt südlich von Fukui.

## Etymologie
Der Name der Stadt bedeutet wörtlich „Makrelenfluss/-bucht“. Dieser soll jedoch von sabaya stammen, was sich auf den im örtlichen Funtatsu-Schrein verehrten Ohohiko no Mikoto bezieht, der im Altertum die Region befriedet haben soll und in einem Kampf gegen einen Rebellen einen Pfeil (ya) verwendete, dessen Befiederung wie der Schwanz einer Makrele (saba) ausgesehen haben soll.

## Geschichte
Im 13. Jahrhundert entstand Sabae als Tempelstadt der Jōdo-Shinshū-Richtung des Buddhismus. Später residierten dort nacheinander verschiedene Daimyō, zuletzt von 1720 bis 1868 die Manabe in einem Festen Haus (jinya).
Am 15. Januar 1955 wurde der Ort zur Stadt erhoben.

## Wirtschaft
In der Meiji-Zeit entstand eine Textil-Industrie. Heute (1998) werden dort 80 % der Brillengestelle in Japan produziert. Andere wichtige Industriezweige sind Synthetische Fasern, und Lackwaren.

## Söhne und Töchter der Stadt
- Nakamura Seiji (1869–1960), Physiker
- Takako Saito (* 1929), Künstlerin

## Verkehr
- Straße:
  - Hokuriku-Autobahn
  - Nationalstraße 8
  - Nationalstraße 417
- Zug
  - JR Hokuriku-Hauptlinie nach Maibara und Joetsu
  - Fukui-Eisenbahn

## Angrenzende Städte und Gemeinden

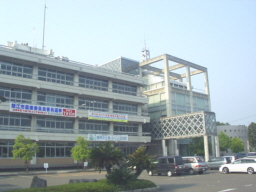
Rathaus

- Fukui
- Echizen